# La Bonne Paye
Cet article concerne le jeu de société. Pour le film, voir Jour de paye.
La Bonne Paye (Jour de Paye au Québec) est un jeu de société édité par Parker, et fondé sur un principe mélangeant jeu de l'oie et Monopoly, créé en 1974.

## Principe du jeu
Les joueurs jettent un dé à tour de rôle pour se déplacer sur le parcours. En fonction de la case où ils tombent, ils doivent tirer une carte, payer ou recevoir de l'argent.
Chaque case est une journée du mois, et à la fin du mois, les joueurs reçoivent leur paye et doivent régler leurs factures.
Bien que les règles de ce jeu soient très simples, il connaît un grand succès grâce à l'humour des textes et à la qualité des dessins[réf. nécessaire]. Une nouvelle version du jeu existe depuis les années 2010 : les graphismes ont été changés et quelques modifications ont été apportées.

## But du jeu
Le but du jeu est d'être le joueur ayant accumulé le plus d'argent (ou que les autres n'en aient plus), à l'aide de différentes méthodes.